# Hartmut Rosa

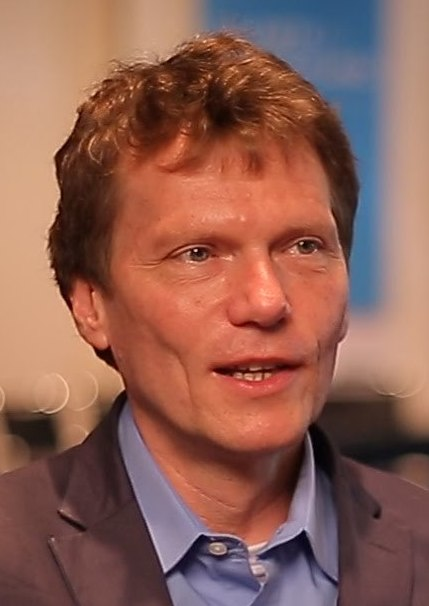
Hartmut Rosa (2015)

Hartmut Rosa (* 15. August 1965 in Lörrach) ist ein deutscher Soziologe und Politikwissenschaftler.
Rosa lehrt an der Friedrich-Schiller-Universität Jena. Er ist Direktor des Max-Weber-Kollegs der Universität Erfurt und Mitherausgeber der Fachzeitschrift Time & Society sowie des Berliner Journals für Soziologie.

## Leben
Hartmut Rosa kam in Lörrach als Sohn von Maria, geb. Griesser, und Heinz Rosa, einem Finanz- und Lohnbuchhalter, zur Welt. Hartmut Rosa wuchs in Grafenhausen im Hochschwarzwald auf, wo er Hochalemannisch sprach und in der kleinen evangelischen Gemeinde Orgel spielte und gelegentlich noch spielt. Er legte 1985 am Hochrhein-Gymnasium Waldshut die Abiturprüfung ab. Nach dem Zivildienst begann er 1986 ein Magisterstudium der Politikwissenschaft, Philosophie und Germanistik an der Albert-Ludwigs-Universität in Freiburg im Breisgau, das er 1993 mit Auszeichnung abschloss.
Das Wintersemester 1988/89 verbrachte er mit einem Stipendium der Studienstiftung des deutschen Volkes an der London School of Economics and Political Science.
Mit seiner Dissertation Identität und kulturelle Praxis. Politische Philosophie nach Charles Taylor wurde er 1997 an der Humboldt-Universität zu Berlin mit dem Prädikat summa cum laude zum Dr. rer. soc. promoviert. Betreuer der Dissertation waren Herfried Münkler und Axel Honneth.
Er war als wissenschaftlicher Mitarbeiter am Lehrstuhl für Politische Wissenschaft III der Universität Mannheim (1996–1997) und als wissenschaftlicher Mitarbeiter des Instituts für Soziologie an der Friedrich-Schiller-Universität Jena (1997–1999) tätig. Im Jahre 2004 habilitierte er sich dort mit der Studie Soziale Beschleunigung. Die Veränderung der Zeitstrukturen in der Moderne für Soziologie und Politikwissenschaft. Im Sommersemester 2004 vertrat er einen Lehrstuhl für Politikwissenschaft/Politische Theorie an der Universität Duisburg-Essen. Im Wintersemester 2004/2005 und im Sommersemester 2005 hatte er die Lehrstuhlvertretung für Politische Wissenschaft an der Philosophisch-Sozialwissenschaftlichen Fakultät der Universität Augsburg inne.
Im Jahre 2005 wurde Hartmut Rosa zum Professor für Allgemeine und Theoretische Soziologie an die Friedrich-Schiller-Universität Jena berufen. Hier war er von 2011 bis 2022 gemeinsam mit Klaus Dörre und Stephan Lessenich Sprecher der DFG-geförderten Kollegforschergruppe „Landnahme, Beschleunigung, Aktivierung (Postwachstumsgesellschaft)“, die sich mit Wachstumskritik befasste.
Im September 2013 begleitete er Bundespräsident Joachim Gauck als Staatsgast auf dessen Frankreichreise. Seit Oktober 2013 ist Rosa Direktor des Max-Weber-Kollegs für kultur- und sozialwissenschaftliche Studien der Universität Erfurt. 2017 hielt er den Festvortrag zum Abschluss der Salzburger Hochschulwochen. Seit 2021 ist Rosa gemeinsam mit Silke van Dyk und Tilman Reitz Sprecher des Sonderforschungsbereichs 294 „Strukturwandel des Eigentums“ mit dem Schwerpunkt an den Universitäten Jena und Erfurt und dort für die Forschung zweier Teilbereiche verantwortlich.
Rosa war mehrmals zu Studienzwecken in den USA; unter anderem arbeitete er 1995 als Forschungsassistent im Department of Government/Center for European Studies der Harvard University. Außerdem erhielt er ein Feodor-Lynen Forschungsstipendium der Alexander von Humboldt-Stiftung 2001/02 für die Arbeit als Gastprofessor an der New School University in New York. Seit 2002 ist er dieser Universität als Gastprofessor verbunden.
Mitte Juni 2024 forderte Rosa mit mehreren tausend weiteren Professoren und Dozenten den Rücktritt der Bildungs- und Forschungsministerin Bettina Stark-Watzinger aufgrund ihrer Erwägungen zur Sanktionierung von Hochschulangehörigen.

## Forschungsschwerpunkte
Rosa befasst sich mit den Themenfeldern Zeitdiagnose und Moderneanalyse, normative und empirische Grundlagen der Gesellschaftskritik, Subjekt- und Identitätstheorien, Zeitsoziologie und Beschleunigungstheorie sowie aktuell mit der von ihm so genannten „Soziologie der Weltbeziehung“. Seine Bücher werden auch international rezipiert und sind in 15 Sprachen übersetzt.
- Zeitsoziologische und modernetheoretische Untersuchungen bilden die Basis seiner Habilitationsschrift Soziale Beschleunigung. Die Veränderung der Temporalstrukturen. Die „technische beziehungsweise ökonomisch induzierte Beschleunigung“ zeige sich in der rasanten Entwicklung der Technik im 19./20. Jahrhundert und der sozialen Beschleunigung der Menschen. Die Geschichte der Moderne sei gleichzeitig die Geschichte von Beschleunigung. Aufgrund des Zeitgewinns durch technischen Fortschritt entstehe eine Zeitnot und kein Zeitgewinn. Laut Rosa führt die Vielzahl der Möglichkeiten dazu, dass ein Mensch die ihm gegebenen Möglichkeiten nicht mehr im Laufe seines Lebens ausschöpfen kann. Die „Steigerungsrate übersteigt die Beschleunigungsrate“, was dazu führe, dass das gerade Erlebte bereits nicht mehr up to date sei und die Individuen keine Chance hätten, „lebensgesättigt“ zu sterben, wie es auch schon Goethes Faust erging. Rosa kreiert das „Slippery-Slope-Phänomen“ als soziologisches Gegenstück zur biologischen Red-Queen-Hypothese: Demnach dürfe – oder vielmehr: könne – der Mensch sich nie ausruhen und sich nie zufriedengeben, da er sonst mit einem Verlust oder Nachteil rechnen müsse. Rosa sieht keine Steuerungsmöglichkeiten des Lebens für den Menschen mehr, da sich das Tempo der Beschleunigung verselbständigt habe. Zuletzt beschäftigte er sich insbesondere mit dem Topos der Desynchronisation, also dem zunehmenden Auseinandertreten der Zeitstrukturen verschiedener gesellschaftlicher Teilbereiche wie Politik und Wirtschaft.[10]
- „Kommunitarismus-Debatte“: Rosa macht sich insbesondere für die „Würde der Arbeit“ und deren gesellschaftliche Ausrichtung am Gemeinwohl stark, etwa beim Thema sozialökologische Wachstumskritik.[11] Er hat zudem mehrere Einführungstexte zur kommunitaristischen Politik- und Demokratietheorie verfasst.[12][13] Zu diesem Themenbereich gehört auch seine Dissertation über den kanadischen Philosophen Charles Taylor, mit dem er sich bis heute in zahlreichen weiteren Schriften befasst.[14]
- Bildung von Mobilisierungsressourcen: Die Frage, woraus sich in der allgemeinen Entwicklung moderner Gesellschaften, vor allem die der ostdeutschen Transformationsgesellschaft, Mobilisierungsressourcen bürgerlichen Engagements bilden können, und welche politische Gesinnung wahrscheinlicher in einem ehrenamtlichen oder zivilgesellschaftlichen Engagement resultiert, stellt den dritten Forschungsschwerpunkt dar. Laut Rosa erzeugt die Identifizierung mit dem Staat als „mein Land“ eine moralische Verpflichtung, dafür zu sorgen, dass dieser Staat richtig handelt. Um dies gewährleisten zu können, müsse man sich selbst dafür einsetzen.[15]
- Die Metatheorie in der Wissenschaftstheorie der Sozialwissenschaften aus einer ideengeschichtlichen Perspektive: Dabei betont er die Verdienste der sogenannten Cambridge School, deren Angehörige in seinen Augen das „Bewusstsein für methodische Fragen und theoretische Voraussetzungen im Umgang mit der Ideengeschichte geschärft und dabei eine fruchtbare methodologische Diskussion“ eröffnet hätten. Rosa fordert eine Hinterfragung politischer Theorien bezüglich ihres Inhalts und ihres Wirkens. Das bedeute die Untersuchung von Traditions- und Diskussionszusammenhängen sowie normativer oder ideologischer Implikationen, in denen er das zentrale Anliegen einer kritischen Begriffsgeschichte sieht. Dieser Forschungsschwerpunkt fügt seine vorangegangenen Themenbereiche zusammen. Rosa sucht neue Verbindungen zwischen der aktuellen Gesellschaftstheorie mit zeitdiagnostischen Analysen und einer normativen, kritischen Sozialphilosophie, deren Basis er in der Verknüpfung von „politik-, identitäts- und modernetheoretischen Überlegungen“ sieht.[16]
- Mit der im Rahmen einer „Soziologie der Weltbeziehung“ entworfenen Resonanztheorie stellt Rosa ein Gegenkonzept zur Allgegenwärtigkeit von Entfremdung vor, indem er alltägliche Erfahrungen gelingender, „resonanter“ Weltbeziehung zur kritischen Grundlage erhebt. In Fortführung der Kritischen Theorie sieht Rosa sich hier in der Tradition Erich Fromms.[17]

## Rezeption
Rosas Werk findet zunehmend Beachtung; seit 2023 gibt es eine wachsende Sekundärliteratur, die sich mit seinen Veröffentlichungen beschäftigt. Charles Taylor nennt die Arbeiten von Rosa „wegweisend“, besonders seine Studien zur Dynamischen Stabilisierung und zur Resonanz, auch wegen ihrer Anschlussfähigkeit an aktuelle politische Entwicklungen.
Die Literaturtheoretikerin Rita Felski (University of Virginia) hat sich für die Resonanztheorie als ein Thema in der Ausbildung ausgesprochen, das es Praktikerinnen und Praktikern ermögliche, sowohl die ästhetische Wertschätzung als auch die Kritische Theorie als kraftvolle Quellen der Resonanz zu erkennen, anstatt diametral entgegengesetzte Analyseansätze zu verfolgen. Felski argumentiert, dass sich die Idee der Resonanz „gegen die Vorherrschaft der Buchhaltung im heutigen Universitätsbetrieb wendet: die allgegenwärtige Rhetorik von Metriken, Impact-Faktoren und Zitationsindizes“, die übersehen, dass der Akt des Lernens selbstverändernd ist und „Kognition und Emotion, Analyse und Affekt“ zusammenbringt, dessen „Ergebnisse nicht im Voraus bekannt sind.“
Der Psychologe Svend Brinkmann, Universität Aalborg, hat erklärt, dass Rosas Soziologie der Weltbeziehungen dazu auffordere, „unsere Beziehung zur Welt nicht auf die eines aktiven Akteurs zu reduzieren, der passive Ressourcen nutzt, da dies leicht die Erfahrungen der Entfremdung in der Moderne widerspiegelt“. Brinkmann schlägt vor, dass die praktische Kulturpsychologie mehr tun sollte, um die Schilderungen der Patienten über Weltbeziehungen und Resonanz ernster zu nehmen.
Helmut König hat in einer Rezension in der NZZ bemängelt, dass Rosa keine Antwort auf die Frage gebe, „warum sich die Verwechslung von Tempo- und Leistungssteigerung mit gutem Leben so tief in unserem Köpfen eingenistet hat“. Er attestiert der Forschung Rosas jedoch, ein großer Wurf zu sein. Der Frankfurter Pädagoge Micha Brumlik bemängelt, dass sich Rosa in die Tradition der Kritischen Theorie stelle, aber diesem Anspruch grundlegend nicht gerecht werde. Rosa verteidigt sich in einem Gespräch mit dem französischen Philosophen Bruno Latour gegen Vorwürfe, er sei konservativ, weil er nirgends vertrete, dass etwas so sein muss, weil es in der Vergangenheit so war.

## Auszeichnungen
- 2006: Forschungspreis für Grundlagenforschung des Landes Thüringen
- 2016: Tractatus-Preis
- 2018: Erich-Fromm-Preis[25]
- 2018: Paul-Watzlawick-Ehrenring[26]
- 2019: Ehrendoktorwürde der Universiteit voor Humanistiek, Utrecht[27]
- 2019: Schirmherrschaft für den UNESCO-Lehrstuhl „Pratiques de la philosophie avec les enfants“ als Nachfolger von Michel Serres an der Université de Nantes
- 2020: Werner Heisenberg-Medaille der Alexander von Humboldt-Stiftung[28]
- 2020: Rob Rhoads Global Citizenship Education Award der University of California, Los Angeles[29]
- 2020: ordentliches Mitglied der Academia Europaea[30]
- 2021: zusammen mit Klaus Dörre und Stephan Lessenich den Thüringer Forschungspreis in der Kategorie Grundlagenforschung[31]
- 2023: Gottfried Wilhelm Leibniz-Preis (im Dez. 2022 verliehen)
- 2023: Goldene Medaille des Landkreises Waldshut[32]
- 2023: Ehrendoktorwürde der Universität Aarhus (Dänemark)[33]
- 2023: Ehrenbürger der Gemeinde Grafenhausen[3]
- 2024: Gemeindepreis für Theologie der Kirchengemeinde Sexau[34][35]
- 2025: Mitglied der Sächsischen Akademie der Wissenschaften

## Schriften (Auswahl)

### Monographien
- Identität und kulturelle Praxis. Politische Philosophie nach Charles Taylor. Dissertation. Campus, Frankfurt am Main / New York 1998, ISBN 978-3-593-35996-0.
- Beschleunigung. Die Veränderung der Zeitstrukturen in der Moderne. Suhrkamp, Frankfurt am Main 2005, ISBN 978-3-518-29360-7.
- mit Stephan Lessenich und Klaus Dörre: Soziologie – Kapitalismus – Kritik: Eine Debatte. Suhrkamp, Frankfurt am Main 2009, ISBN 978-3-518-29523-6.
- Weltbeziehungen im Zeitalter der Beschleunigung. Suhrkamp, Berlin 2012, ISBN 978-3-518-29577-9.
- Beschleunigung und Entfremdung – Entwurf einer kritischen Theorie spätmoderner Zeitlichkeit. Suhrkamp, Frankfurt am Main 2013, ISBN 978-3-518-58596-2.
  - Englischer Originaltitel: Alienation and Acceleration. Towards a Critical Theory of Late-Modern Temporality. Nordisk Sommeruniversitet NSU Press, Aarhus 2010, ISBN 978-87-87564-14-4.
  - Französische Ausgabe: Aliénation et accélération: Vers une théorie critique de la modernité tardive. Editions La Découverte, Paris 2012, ISBN 978-2-7071-7138-2.
- mit Klaus Vieweg: Zur Architektonik praktischer Vernunft – Hegel in Transformation. Duncker & Humblot, Berlin 2014, ISBN 978-3-428-14394-8.
- mit Wolfgang Endres: Resonanzpädagogik. Wenn es im Klassenzimmer knistert. Beltz, Weinheim/Basel 2016, ISBN 978-3-407-25751-2.
- Resonanz: Eine Soziologie der Weltbeziehung. Inhaltsverzeichnis Suhrkamp, Frankfurt am Main 2016, ISBN 978-3-518-58626-6.
- Unverfügbarkeit (Unruhe bewahren). Residenz, Salzburg 2018, ISBN 978-3-7017-3446-7.
  - The Uncontrolability of the World. 3. Auflage. polity, Cambridge UK 2022, ISBN 978-1-5095-4316-8 (englisch). Mit einem Vorwort des Autors zur Englischen Ausgabe.
- Was stimmt nicht mit der Demokratie? Eine Debatte mit Klaus Dörre, Nancy Fraser, Stephan Lessenich und Hartmut Rosa, herausgegeben von Hanna Ketterer und Karina Becker, Suhrkamp, Berlin 2019, ISBN 978-3-518-29862-6.
- mit Jörg Oberthür u. a.: Gesellschaftstheorie. UVK, München 2020, ISBN 978-3-8252-5244-1.
- mit Andreas Reckwitz: Spätmoderne in der Krise. Was leistet die Gesellschaftstheorie? Suhrkamp, Berlin 2021, ISBN 978-3-518-58775-1.
- Demokratie braucht Religion. Kösel, München 2022, ISBN 978-3-466-37303-1.
  - Democracy needs Religion. polity, Cambridge UK 2024, ISBN 978-1-5095-6123-0 (englisch). With a Preface by Charles Taylor.
- When Monsters Roar and Angels Sing. Eine kleine Soziologie des Heavy Metal. Kohlhammer, Stuttgart 2023, ISBN 978-3-17-042648-1.
- mit Silke van Dyk und Tilman Reitz: Nach dem Privateigentum? Güter, Infrastrukturen und Weltverhältnisse im Kapitalismus des 21. Jahrhunderts. Reihe Strukturwandel des Eigentums. Campus, Frankfurt a. M. 2024, ISBN 978-3-593-51766-7 (Open Access).
- Beschleunigen wir die Resonanz! Bildung und Erziehung im Anthropozän. Gespräche mit Nathanaël Wallenhorst. Aus dem Französischen von Christine Pries, Suhrkamp, Berlin 2024, ISBN 978-3-518-47356-6 (zuerst Accélérons la résonance! Pour une éducation en Anthropocène. Entretiens avec Nathanaël Wallenhorst., Paris 2022).

### Hörbücher
- Unverfügbarkeit. Sprecher: Axel Wostry cc-live, München 2019, ISBN 978-3-95616-464-4.
- Demokratie braucht Religion. Sprecher: Axel Wostry cc-live, München 2022, ISBN 978-3-95616-457-6.
- When Monsters Roar and Angels Sing – Eine kleine Soziologie des Heavy Metal. Sprecher: Axel Wostry cc-live, München 2023, ISBN 978-3-95616-452-1.
- Beschleunigen wir die Resonanz! – Gespräche mit Nathanaël Wallenhorst. Sprecher: Axel Wostry und Claus Vester cc-live, München 2024, ISBN 978-3-95616-334-0.[36]

### Herausgeber
- mit Christoph Henning: The Good Life Beyond Growth: New Perspectives, Routledge 2017.
- mit Christoph Henning und Arthur Bueno: Critical Theory and New Materialisms, Routledge 2021.
- mit Vera King, Benigna Gerisch: Lost in Perfection. Zur Optimierung von Gesellschaft und Psyche. Berlin: Suhrkamp 2021

### Beiträge in Sammelwerken
- Integration, Konflikt und Entfremdung – Die Perspektive des Kommunitarismus. In: Hans-Joachim Giegel (Hrsg.): Konflikt in modernen Gesellschaften. Frankfurt am Main 1998, S. 202–244.
- Die prozedurale Gesellschaft und die Idee starker politischer Wertungen. Zur moralischen Landkarte der Gerechtigkeit. In: Herfried Münkler, Marcus Llanque (Hrsg.): Konzeptionen der Gerechtigkeit. Baden-Baden 1999, S. 395–423.
- Politisches Handeln und die Entstehung des Neuen in der Politik. In: Harald Bluhm, Jürgen Gebhardt (Hrsg.): Konzepte politischen Handelns. Kreativität – Innovation – Praxen. Nomos, Baden-Baden 2001, S. 23–42.
- Zwischen Selbstthematisierungszwang und Artikulationsnot? Situative Identität als Fluchtpunkt von Individualisierung und Beschleunigung. In: Jürgen Straub, Joachim Renn (Hrsg.): Transitorische Identität. Der Prozesscharakter des modernen Selbst. Campus, Frankfurt am Main / New York 2002, S. 267–302.
- mit K.-U. Meyn (Hrsg.): Bürgerbewusstsein und Demokratie in Mittel- und Osteuropa. Zum Zustand der politischen Kultur in den postsozialistischen Staaten. (= Collegium Europaeum Jenense. Band 33). Glaux-Verlag, Jena 2005.
- Accélération. In: Philippe Zawieja, Franck Guarnieri (Hrsg.): Dictionnaire des risques psychosociaux. Éditions du Seuil, Paris 2014, S. 14–15.
- Résonance. In: Philippe Zawieja, Franck Guarnieri (Hrsg.): Dictionnaire des risques psychosociaux. Éditions du Seuil, Paris 2014, S. 647–649.
- Der Irrtum der antagonistischen Sozialontologie. Zur kritischen Theorie demokratischer Resonanz. In: Ulf Bohmann, Paul Sörensen (Hrsg.): Kritische Theorie der Politik. Suhrkamp, Berlin, S. 209–242.
- Das hängt jetzt von uns ab, was wir daraus machen. In: Jonas Zipf, Birgit Liebold (Hrsg.): Inne halten. Chronik einer Krise., Theater der Zeit, Berlin 2020, S. 14–37.
- Resonanz statt Entfremdung. In: Anne-Sophie Moreau (Hrsg.): Kritische Theorie. Gibt es ein richtiges Leben im falschen?, Philosophie Magazin, Berlin 2021, S. 84–87.

## Dokumentation
- Im Gespräch mit Hartmut Rosa. Regie: Adèle Flaux, Produktion UPIAN.COM, Deutschland, 61 Minuten, 2023